# 臺灣大學濁水溪社
國立臺灣大學濁水溪社，簡稱臺大濁水溪社、濁水溪社、濁社，為國立臺灣大學的學生社團。該社團成立於1987年3月，而後經歷社團停止運作，最終於2005年復社，以議題討論之形式運作，並定期發行社團刊物《濁流》。最初社團成立的目的，是以「反自由化的農民運動」為關懷目標，在臺灣90年代民主化裡的學生運動場域中，為臺灣第一個「單一議題性學生運動社團」，而後逐步有勞工、婦女等相關單一議題性社團之成立。目前濁水溪社以「意識本土，關照社會」為社團核心理念，關心農業、地方和台灣主權相關議題。

## 歷史
原先由臺灣大學大學論壇社中主張激進路線的社員組成一地下組織，有別於著重校園內爭取言論自由與學生自治的學運路線，濁水溪社前身之地下組織雖然也致力於校內自治民主改革，但又進一步將核心關懷放到臺灣整體社會政經脈絡，並強調農民運動之重要性。於1985年成立，成立初期並未向臺灣大學課外活動組登記為正式掛名社團，此為地下時期。
在地下活動兩年後，臺大濁水溪社於1987年正式成為校內社團，為當時改革派社團中唯一以農業問題與農民運動為主要關懷之社團，發行《濁水溪月刊》。並於隔年參與520農民運動。在520農民運動後旋即投入野百合學運，與改革派學運社團串聯。於1989年與大學論壇社、大學新聞社、噬菌體社等12個學生社團在臺大文學院草坪上舉行二二八事件悼念活動。於同年4月7日鄭南榕為言論自由與臺灣獨立主張自焚後，於臺大校園內發起靜坐追悼與聲援鄭南榕。其後社團逐漸減少公開活動。
於1995年再度向臺灣大學課外活動組申請復社，於振興草坪召開社員大會，有感於農民運動之衰退與失焦，設制農民運動研究部。於1997年改變社團經營方針，以「發揚臺灣文化」為新的社團宗旨，其後時改變為「關懷生命，回饋農村」等不同訴求。社員以農學院學生逐漸擴散至各科系。
於2004年，濁水溪社再次向臺灣大學課外活動組申請復社，以「意識本土、觀照社會」為宗旨，從社會與人文的關懷角度重新出發。社團所談論的議題也由農村和農業相關議題，轉為各種本土、台灣主權相關議題。
社團年表：
- 2004年，向臺灣大學課外活動組申請復社。

- 2006年6月，投入校內網路加退選公聽會之抗爭。

- 2011年，投入「東部發展條例」的抗爭活動。

- 2015年，於復社十年出版《濁水長流 - 濁水溪社十週年紀念專書》[2]。

- 2016年起，社團討論議題由過往台灣主權相關議題的單一議題為主，逐漸轉變為勞工權益等左派議題，而後更往其他更廣泛的社會議題進行討論。

- 2017年，與花火（台大學生會新聞部）共同發布台大周邊勞動條件地圖。

- 2017年，參與反對勞基法修惡相關抗爭，並召開社員大會並發表聲明開除背棄勞工，支持勞基法修惡的創始社員、時任立法委員黃偉哲社籍[3]，為濁社首位被開除社籍之成員。而後於2020年又因南鐵東移案中使用優勢警力對抗住戶與抗爭者，再次發表聲明開除時任台南市長黃偉哲之社籍。
- 2022年春，復刊社刊，獨立發行社刊《濁流》復刊號[4] 。

- 2022年，與台灣農村陣線、美濃農村田野學會共同舉辦 2022夏耘 歸鄉：走讀地方的N種方式 地方工作營隊。

- 2023年5月，與台大女研社、台大大陸社、大學論壇社、臺大香港研究社、台大樂生社等異議性社團合作舉辦舉辦【聽伏流喧嘩：238的異議足跡】展覽，回顧1980年代至今臺大各大異議性社團足跡[5]。

- 2024年5月，和台大校內各大異議性社團和學生自治組織組成台大學生聯合組織，共同參與國會改革法案爭議（青鳥行動）之抗爭，組織學生之聲戰車進行短講[6]。

- 2024年12月， 共同參與對中國學生參訪團和馬英九基金會統戰行程的示威活動[7]。

## 活動
作為一個異議性社團，臺大濁水溪社至今仍持續以台大第一活動中心238室為社辦持續運作中。社團課程為舉辦講座與讀書會並出版刊物，以及不定時之社外活動。
讀書會文本與講座之內容依社團當時討論之議題而改變，涵括國際事務、臺灣文學、臺灣歷史、臺灣政經發展、英文時事、農產業議題、鄉村與地方發展等，曾參與講座之與談人包括楊碧川、郭亮吟、辜寬敏、蕭全政、吳叡人、林世煜、陳德斌、范雲、吳乃德、李丁讚、深溝村農友、焦鈞、菁琪律師 等。
臺大濁水溪社過去曾定期下鄉進行勞動與社區營造，曾前往高雄縣橋頭鄉、澎湖縣馬公市、高雄縣美濃鎮。活動內容計有人權意識推廣、駐糖廠藝術家村營造、眷村保存、農村勞動、鄉村發展等。
於2007年初於臺北市果菜市場進行農產品銷售與校園內農產品推廣。
於2016年起固定參與共生音樂節以宣傳議題並販售相關書籍。
於2021年開始重新以農業與鄉村議題為社團主要討論議題，舉行相關講座與讀書會，並舉行農業體驗活動與相關營隊。 

### 濁流（濁水溪月刊）
《濁流》前身為《濁水溪月刊》，為臺大濁水溪社定期發行之學生刊物。
臺大濁水溪社藉著讀書會、舉辦活動、社員間的討論來互相交流，傳達理念。然而這只能限於社員及一小部分的人，亦難以將訊息傳遞給更多的人。於是，藉由發行《濁流》，臺大濁水溪社試圖擴大訊息的傳遞機會，讓沒有機會參加社團活動的人，也可以接觸到社團發出的聲音，亦可以讓更多的人藉文字深入了解該社理念、參與其活動，而不僅止於知道臺大濁水溪社名號而已。
《濁流》刊載濁社的活動、讀書會、聯絡方式、文章等等。它是一個社團表達理念的媒介，向外發聲的管道；也是和他人互動交流的平台。藉由文字的書寫，表達理念及關懷。其記錄臺大濁水溪社的存在，向他人表達出訊息：有著這種理念的人們確實存在著、運作著。然而社員也藉發行的過程──經由與他人因社刊擦撞而出的反應及回響──漸漸發現自己也是社團理念的代表，也是一種實踐；社員也藉著編輯社刊及寫作社刊文章的機會、思考社團的理念如何傳達及連貫。
2005年復社起，以《濁流》為名發行社刊，至2009年秋季因人力與經費不足而停刊。
2016年，出版《濁水長流：濁水溪社十週年紀念專書》。
2022年春，獨立出版《濁流》復刊號，以意識本土為主題，並於共生音樂節進行首次販售。

## 相關人士
- 林滴娟：故前高雄市議員。在大三時發表以濁水溪上游到下游變遷史與環境生態惡化之散文《嗚咽的濁水溪》於當時的社團刊物《濁水溪月刊》，使濁水溪社被喻為「臺大改革派社團散文獎第一名」。並於1989年帶領濁水溪社在臺大校園內發起「林茂生追思會」以紀念二二八事件。
- 黃偉哲：曾任中華民國立法院立法委員，現任台南市市長。為地下社團時的創始社員之一，現因爭議事件已遭開除社籍二次。
- 張之豪：現任基隆市議員。台大濁水溪社復社社長，曾於社團紀念刊物《濁水長流》中撰文。
- 藍士博：現任史明博物館館長。台大濁水溪社復社成員之一，曾於社團紀念刊物《濁水長流》中撰文。
- 吳沛憶：曾任台北市議員，現任中正萬華立法委員。台大濁水溪社成員之一，曾於社團紀念刊物《濁水長流》中撰文。
- 江昺崙：社運人士。台大濁水溪社成員之一，曾於社團紀念刊物《濁水長流》中撰文。

### 相關報導
- 劉蓓璇，《河左岸與台大 共讀亞細亞孤兒》[永久]，《淡江時報》。第625期 2005年11月21日

- 《關懷蕉農台大濁水溪社發送滯銷香蕉》 （页面存档备份，存于）（pdf），《大學報》。2007年4月6日

- 《反墮胎思考期 校園最HOT話題》[永久]（doc），《性別週報》。第70期 2006年12月9日

## 外部連結
- 臺灣大學濁水溪社Facebook頁面
- 臺灣大學濁水溪社部落格 （页面存档备份，存于）
- 盤尼西（譯），〈雜交玉米的政治經濟學〉 （页面存档备份，存于），《濁水溪月刊》，臺灣大學濁水溪社。1987年10月1日
- 吳燕玲、李令儀、張菁雅，〈從五二○農運蛻變 燃燒生命的折翼蝴蝶〉，《新新聞》，新新聞文化事業股份有限公司。第596期